# Albany (Teksas)
Albany je grad u američkoj saveznoj državi Teksas. Prema popisu stanovništva iz 2010. u njemu je živjelo 2.034 stanovnika.